# 순천 행동 푸조나무
순천 행동 푸조나무는 대한민국 전라남도 순천시 행동에 있는 푸조나무이다. 2014년 1월 14일 순천시 (전라남도)의 향토유적 제8호로 지정되었다.

## 개요
옛 순천부읍성터에 자라는 노거수로 수령은 500년 이상으로 추정된다.